# Adele Spitzeder
Adelheid Luise «Adele» Spitzeder (Berlín, 9 de febrero de 1832-Múnich, 27 o 28 de octubre de 1895), también conocida por su nombre artístico Adele Vio, fue una actriz, cantante y estafadora alemana. Inicialmente una joven actriz prometedora, Spitzeder se convirtió en una conocida banquera privada en el siglo XIX en Múnich cuando su éxito teatral disminuyó. Ejecutando lo que posiblemente fue el primer esquema Ponzi registrado, ofreció grandes retornos de inversiones utilizando continuamente el dinero de nuevos inversores para pagar a los anteriores. En el apogeo de su éxito, fuentes contemporáneas la consideraban la mujer más rica de Baviera. Exteriormente, mantuvo la personalidad de una mujer cristiana piadosa que ayudó a los pobres, lo que ayudó al éxito de su negocio.
Al abrir su banco en 1869, Spitzeder logró defenderse de los intentos de desacreditarla durante unos años antes de que las autoridades pudieran llevarla a juicio en 1872. Debido a que los esquemas Ponzi aún no eran ilegales, fue condenada en su lugar por mala contabilidad y mal manejo de dinero de clientes y condenada a tres años de prisión. Su banco fue cerrado y 32 000 personas perdieron 38 millones de gulden bávaros, el equivalente a casi 400 millones de euros en 2017, causando una ola de suicidios. Le quitaron su fortuna personal en arte y dinero en efectivo.
Después de su liberación de la prisión en 1876, Spitzeder vivió de benefactores e intentó sin éxito actuar nuevamente en Hamburgo-Altona y Berlín. Se fue de Alemania a Viena, pero la policía allí le impidió realizar compromisos artísticos, por lo que regresó a Múnich en 1878 para publicar sus memorias. Fue arrestada nuevamente en 1880 por intentar abrir un nuevo banco sin tener los permisos necesarios, pero luego fue liberada sin cargos. Spitzeder actuó como cantante folklórica, viviendo de amigos y benefactores, pero nunca dejó su vida criminal completamente detrás de ella, lo que resultó en más juicios y períodos de encarcelamiento. Murió de un paro cardíaco el 27 o 28 de octubre de 1895 en Múnich.

## Primeros años
Adelheid Luise Spitzeder nació el 9 de febrero de 1832 en Berlín. Sus padres fueron los actores y cantantes Josef Spitzeder y Elisabeth «Betty» Spitzeder-Vio. Tenía seis medio hermanos del primer matrimonio de su padre con Henriette Schüler. Sus padres se conocieron en Berlín, donde ambos estaban comprometidos en el Königsstädtisches Theater, Josef como director y Betty como actriz; se casaron en 1831. Ese año, él actuó como invitado en el Teatro Nacional de Múnich con gran éxito de crítica. El rey Luis I le ofreció a él y a su esposa un salario de 6000 gulden al año si firmaban un contrato permanentemente en el Teatro Nacional, lo que llevó a la familia a mudarse a Múnich. Cuando Josef Spitzeder murió repentinamente el 13 de diciembre de 1832, Luis I aceptó ayudar a Betty pagando la matrícula de los niños. Betty luego se casó con Franz Maurer y se comprometió en el Carltheater en Viena en 1840, donde Spitzeder asistió a una Höhere Mädchenschule dirigida por la orden de las Ursulinas; después de un año, ingresó al internado del convento. En 1844, ella y su madre regresaron a Múnich, donde la familia vivió con los medios hermanos y primos de Spitzeder. A los 16 años, fue a una escuela de renombre dirigida por Madame Tanche. Después de abandonar la escuela de Tanche, fue instruida en idiomas extranjeros, componiendo y tocando el piano.

### Carrera de actuación

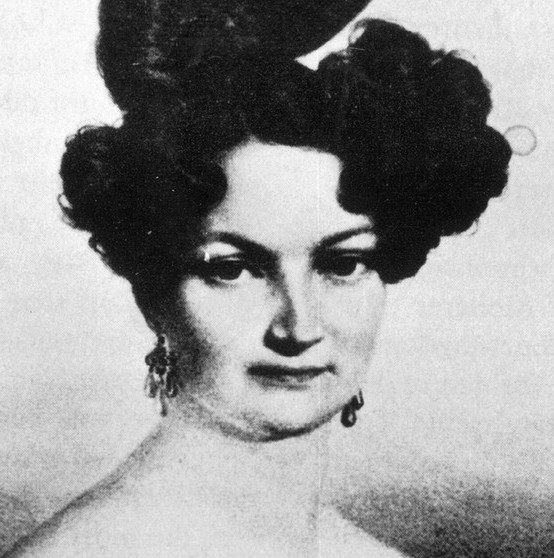
Spitzeder como una joven actriz (1852).

Queriendo seguir los pasos de sus padres y en contra de los deseos de su madre, Spitzeder estudió con las actrices de Múnich Constanze Dahn y Charlotte von Hagn. En 1856 o 1857, debutó en el Hofbühne en Coburgo con gran éxito interpretando a Débora y Maria Stuart. En sus memorias, ella afirma que el duque de Coburgo y el duque de Württemberg elogiaron su talento. Como no había vacantes en Coburgo, dejó el Hofbühne para comprometerse en Mannheim antes de regresar a Múnich para algunos papeles invitados en el Teatro Nacional. A pesar de que le ofrecieron un contrato para interpretar allí, sabía que solo se le encargaría interpretar papeles secundarios debido a una feroz competencia y, por lo tanto, decidió trabajar en el teatro de Brno. Según su autobiografía, su éxito allí provocó conflictos con los otros actores, lo que a su vez la llevó a abandonar el compromiso después de seis meses por razones de salud. Luego regresó a Múnich durante seis meses para recuperarse. A pesar de la insistencia de su madre, volvió a actuar en Núremberg, donde estuvo comprometida durante un año. Luego, actuó en Fráncfort, Berna, Zúrich, Maguncia y Karlsruhe. Después de regresar a Múnich para visitar a su madre, le ofrecieron un trabajo de actuación en Pest con un salario anual de 3000 gulden, que rechazó a los deseos de su madre. Su madre le ofreció 50 gulden por mes de por vida si rechazaba el trabajo. Sin embargo, ella tomó un último compromiso en Hamburgo-Altona. Durante uno de sus compromisos, conoció a Emilie Stier, cuyo nombre artístico era Branizka, una también actriz con quien pronto comenzó una relación romántica lésbica.
A pesar de sus múltiples compromisos durante un período de muchos años, no logró un éxito duradero en el escenario. La fuente contemporánea Der Neue Pitaval atestiguó que tenía el talento necesario pero atribuyó su falta de éxito a su apariencia. En su biografía de Spitzeder, Julian Nebel cita a un contemporáneo que la describe como una «cara cuadrada no muy hermosa con rasgos ásperos, de la que sobresale una nariz larga y ancha; la boca es ancha, la barbilla puntiaguda, los ojos grises duros de leer, una verdadera marimacho». Su comportamiento «masculino» generalmente es destacado por fuentes contemporáneas, como el fumar cigarros y rodearse de hermosas mujeres jóvenes.
Incapaz de restringir su estilo de vida, comenzó a vivir a expensas de sus acreedores y acumuló una deuda considerable en Hamburgo y Zúrich mientras trabajaba allí. En 1868, regresó a Múnich con su novia Emilie para esperar ofertas de trabajo de agentes teatrales, pero no recibió ninguna que quisiera. Abatida y sin dinero, solo tenía el estipendio de su madre de 50 gulden para vivir. Sin embargo, el dinero no fue suficiente para pagar su estilo de vida de residir en hoteles y posadas con su novia y seis perros.

## Spitzedersche Privatbank

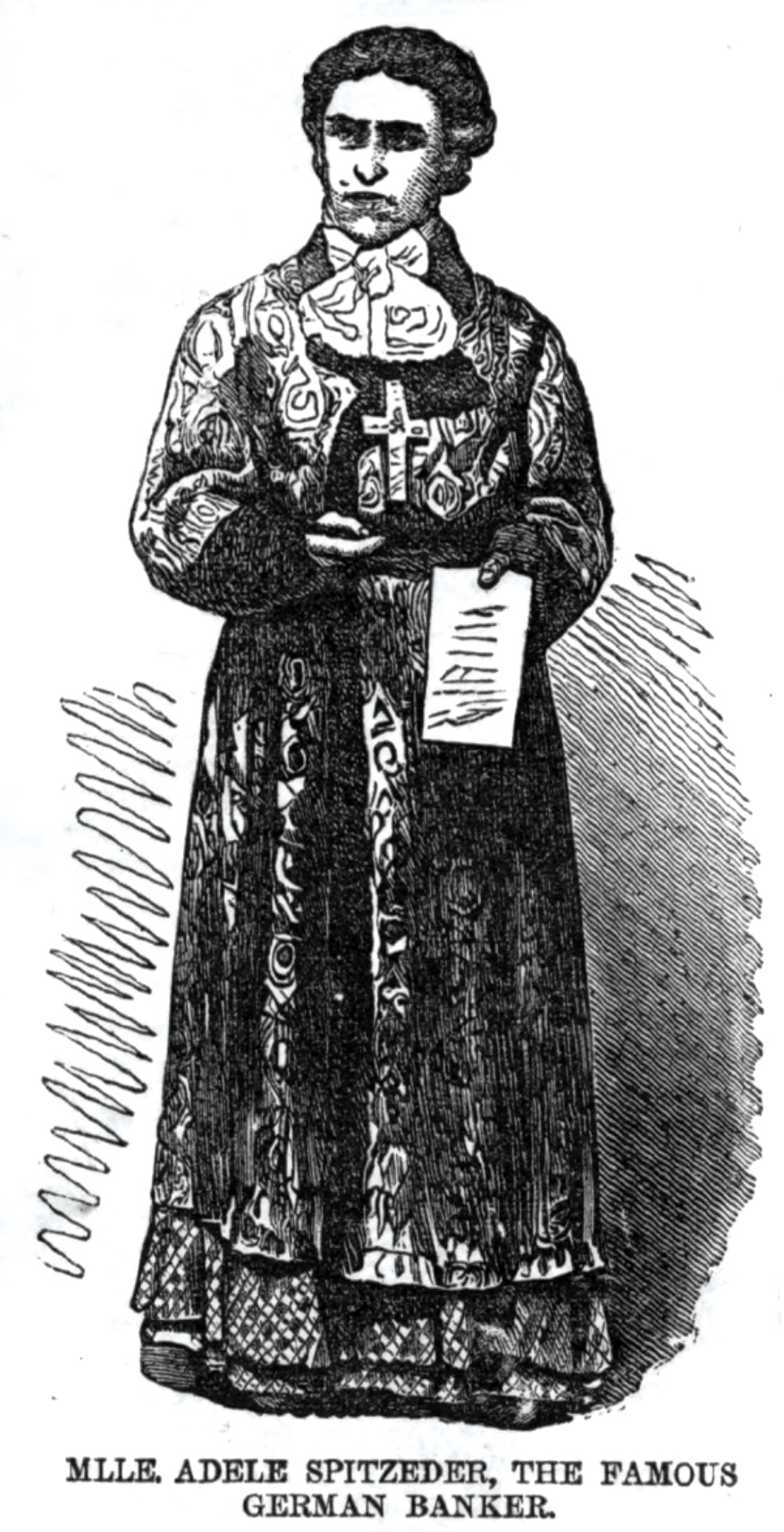
Boceto de Spitzeder en la edición del 15 de marzo de 1873 de en.

Spitzeder pronto tuvo que pedir dinero prestado a prestamistas para mantener su estilo de vida. A fines de 1869, conoció a la esposa de un carpintero en el distrito Au de Munich, entonces el barrio pobre de la ciudad. Después de ganar su confianza, Spitzeder afirmó que conocía a alguien que le pagaría a la mujer un retorno del 10 por ciento cada mes sobre sus inversiones. La esposa le dio 100 gulden e inmediatamente recibió 20 gulden, dos meses de regreso, con la promesa de otros 110 gulden dentro de los tres meses. Según una historia contemporánea en Harper's Weekly, Spitzeder también colocó un anuncio en el principal periódico de la ciudad, el Münchner Neueste Nachrichten, pidiendo prestado 150 gulden con la promesa de un interés del 10 por ciento después de dos meses. Otra fuente contemporánea, un artículo de 1872 en el Münchner Neueste Nachrichten citando su imputación, afirma que sus primeras actividades de préstamo de dinero comenzaron en la primavera de 1869.

### Crecimiento de negocios
Los servicios bancarios de Spitzeder se convirtieron rápidamente en el tema de conversación de la ciudad en las comunidades más pobres de Múnich gracias a la favorable publicidad de boca en boca y pronto, más personas le dieron sus ahorros. En 1869, fundó oficialmente el Spitzedersche Privatbank («Banco Privado Spitzeder»). Debido a que sus clientes eran en su mayoría trabajadores de las afueras del norte de Múnich, especialmente la ciudad de Dachau, su banco también se conoció como «Dachauer Bank». Algunos granjeros vendieron sus granjas para vivir solo del interés. Muchos cristianos de clase baja desconfiaban de los prestamistas judíos, prefiriendo hacer negocios con un cristiano, y pronto tuvo que alquilar habitaciones adicionales en su hotel para acomodar a sus hasta cuarenta empleados. Una de sus empleadas era Rosa Ehinger, cuya belleza y encanto Spitzeder usaba para atraer a hombres jóvenes al banco.
Las prácticas comerciales y la contabilidad de Spitzeder eran poco convencionales y caóticas. El dinero se depositó en grandes sacos y en varios armarios. Sus empleados, todos o casi todos sin capacitación en contabilidad, regularmente simplemente tomaban dinero, y la contabilidad se limitaba a registrar los nombres de los depositantes y las cantidades que pagaban, a menudo solo firmados con «XXX» por sus clientes analfabetos. Su negocio se basaba únicamente en adquirir nuevos clientes lo suficientemente rápido como para pagar a los clientes existentes con el dinero recién adquirido. Según algunas fuentes, el suyo fue el primer esquema Ponzi conocido. Publicaciones contemporáneas en idioma inglés como Harper's Weekly se refirieron al mismo como la «estafa Spitzeder». En su tesis doctoral, Hannah Davies relata el caso de Johann Baptist Placht, quien en 1874 fue acusado de ejecutar un esquema Ponzi en Viena y señaló que contemporáneos compararon su modelo de negocio con el de Spitzeder. A diferencia de Placht y otros estafadores, Spitzeder nunca hizo reclamos de invertir el dinero y explícitamente no dio valores, lo que paradójicamente llevó a los clientes a confiar más en ella.
Para octubre de 1871, la propietaria del hotel en el que vivía y trabajaba ya no estaba dispuesta a tolerar el tráfico de clientes. Spitzeder se mudó a la casa en el número 9 de la calle Schönfeld, cerca del Jardín Inglés de Múnich, que compró por 54 000 gulden del dinero de sus clientes. Incluidos los empleados del banco, había 83 personas que trabajaban desde su casa, muchos de los cuales eran corredores que recibían una comisión del cinco al siete por ciento por cada nuevo cliente. Pronto expandió su negocio y comenzó a comprar y vender casas y terrenos en toda Baviera, comprando 17 casas en ubicaciones privilegiadas solo en Múnich. Para 1871, ella recibió de 50 000 a 60 000 gulden cada día, aunque había reducido sus retornos pagados al 8% por mes. A pesar del tamaño de su negocio, el banco no tenía locales propios y todo el negocio se hacía primero desde las habitaciones de su hotel y luego desde su casa. En 1871, Spitzeder estaba en posesión de varios millones de gulden y obras de arte valoradas en varios millones. Según un informe contemporáneo en Harper's Weekly, en el apogeo de su fortuna en 1872 se la consideraba la mujer más rica de Baviera.

#### Enfrentamientos con autoridades y competencia
A partir de 1871, las autoridades trataron de encontrar razones legales para detener su negocio, pero como estaba cumpliendo con sus obligaciones con sus clientes según lo prometido, evitó la intervención oficial. Mientras que la ciudad de Múnich comenzó a gravarla como Bankier 2. Klasse («banquero de segunda clase»), evitó las llamadas para ingresar en el registro de empresas en este momento. En 1872, el Tribunal de Comercio de Múnich decidió que tenía que ingresar su negocio en el registro de empresas, revisando su decisión anterior, que incluía reglas sobre contabilidad adecuada. Dado que el fallo de la corte solo se aplicaba a su negocio de préstamos de dinero, en cambio, dejó de prestar y se centró en tomar dinero. Para eludir la prohibición oficial de prestar dinero, permitió que sus trabajadores tomaran dinero del banco y se lo prestaran a los clientes bajo su propio nombre. Algunos de sus trabajadores aprovecharon esta oportunidad para enriquecerse, como Franz Wagner, un escriba con un salario mensual de 60 gulden, que luego compró una casa por 59 000 gulden.
El éxito del Dachauer Bank llevó a los clientes a retirar grandes cantidades de fondos de otros bancos, especialmente los Sparkassen (las cajas de ahorro alemanas), amenazando la existencia de los últimos. El liderazgo del Sparkasse de Múnich discutió por primera vez la competencia de Spitzeder en mayo de 1871, después de haber perdido unos 50 000 gulden en su banco. En el otoño de 1872, el ministro del Interior de Baviera tuvo que informar al rey que el Sparkasse de Altötting tuvo que recurrir a medidas drásticas para pagar a todos sus clientes que desearan invertir con Spitzeder, y el presidente del gobierno de la Alta Baviera señaló el 29 de octubre de 1872 que la gran cantidad de retiros podría obligar a la Sparkasse de Ingolstadt a retirar sus deudas para poder satisfacer las demandas de pago. Informes similares de retiros a gran escala fueron reportados por los Sparkassen de Traunstein y Mühldorf. Como consecuencia, el Ministerio del Interior de Baviera colocó anuncios a gran escala en un periódico importante el 30 de octubre y el 5 de noviembre de 1872, advirtiendo a los clientes que ya no inviertan con Spitzeder. El 7 de noviembre de 1872, la policía de Munich también emitió una larga declaración que detallaba la falta de confiabilidad del banco.

### Imagen pública

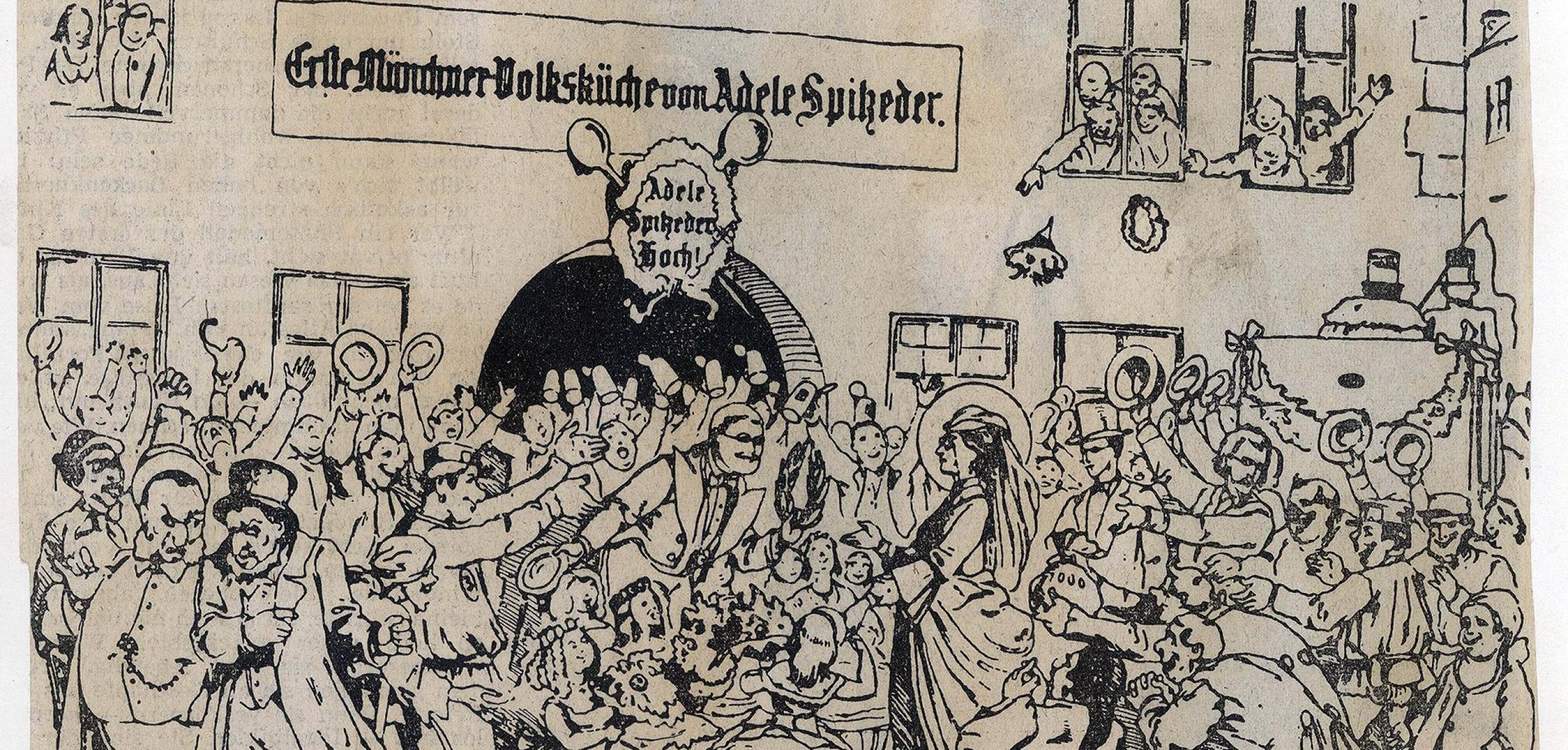
Caricatura de Spitzeder abriendo uno de sus comedores populares, del Münchner Neueste Nachrichten.

Spitzeder cultivó la imagen de una mujer resuelta y piadosa preocupada por el bienestar público. Durante las horas bancarias en su casa en la calle Schönfeld, a menudo se la veía sentada en una silla de cuero elevada en el medio de su oficina bancaria con un camisón rojo y una cruz alrededor del cuello, firmando demostrativamente notas por el dinero que recibió. En los pasillos del edificio, se publicaban recortes de los artículos negativos del Münchner Neueste Nachrichten en un intento de demostrar que no tenía nada que temer de esa cobertura. Las largas filas de clientes que esperaban a menudo se entretenían con grupos musicales que tocaban fuera del banco y ella les daba comidas y bebidas gratis en la taberna Wilhelm Tell de al lado. Solo permitía depósitos después de que se hubieran procesado todos los pagos, lo que a menudo tardaba hasta el mediodía, creando así largas colas de clientes en espera que forzaban la impresión de que deberían considerarse afortunados de poder darle dinero. Los clientes que la contactaban eran tratados con lenguaje grosero y directo, y Spitzeder les decía que no los había llamado ni les daría ningún valor. Su honrada honestidad combinada con sus advertencias demostrativas y el enfoque en entretener a sus clientes sirvieron para mejorar su posición con la gente común.
Spitzeder hizo generosas donaciones a la Iglesia, aparentemente para caridad, y participó en peregrinaciones regulares a la Capilla de Nuestra Señora de Altötting. Cada vez que se aventuraba al interior, trataba a las masas, que a menudo la recibían con vítores y regalos, con cerveza y refrigerios abundantes. También abrió la Münchner Volksküche («cocina popular de Múnich») en el Platzl, una taberna que ofrecía cerveza y comida a precios reducidos y con capacidad para hasta 4000 clientes, fortaleciendo su imagen como el «ángel de los pobres». En total, ella abrió y operó doce de esos comedores populares. Su actitud piadosa también persuadió al clero católico local para apoyar sus esfuerzos, atrayendo nuevos clientes y protegiéndola de las críticas del gobierno.
La publicidad que Spitzeder generó pronto atrajo el interés de los periódicos locales. El principal de sus críticos fue el liberal Münchner Neueste Nachrichten, que en 1870 comenzó a llamar a Spitzeder una estafadora y siguió cuestionando su honestidad y prácticas comerciales hasta el final. En reacción a eso, Spitzeder colocó un anuncio en todos los periódicos importantes, excepto el Münchner Neueste Nachrichten, que se negó a imprimirlo, desafiando a sus críticos a demostrar que atraía a sus clientes a darle dinero o que estaban en desventaja. Después de que los intentos de sobornar al editor en jefe de Münchner Neuste Nachrichten, August Napoleon Vecchioni, para que dejaran de criticarla fracasaron, Spitzeder se dirigió al principal rival del periódico, el católico conservador Volksbote. Un periódico circulaba en números similares al Münchner Neueste Nachrichten, el Volksbote estaba en serios problemas financieros que resolvió con un préstamo de 13 000 dólares de Spitzeder; a su vez, el Volksbote respondió a cada crítica en el Münchner Neueste Nachrichten. Otros periódicos católicos conservadores, especialmente Das Bayerische Vaterland, publicado por Johann Baptist Sigl, también la apoyaron y caracterizaron las críticas a Spitzeder como intentos del «capital judío» de desacreditar a una mujer piadosa y trabajadora, aprovechando el antisemitismo generalizado de la época.
A partir de 1871, Spitzeder comenzó a publicar sus propios periódicos. Se le concedió la propiedad del Süddeutscher Telegraph, el Neue Freie Volkszeitung y el Extrablatt cuando sus respectivos editores no pudieron pagar sus préstamos. Además, fundó su propio periódico, el Münchener Tageblatt. Su popularidad fuera de las murallas de la ciudad aumentó significativamente cuando le otorgó a Theophil Bösl, el editor del Freier Landesboten, un préstamo de 14 000 gulden y Bösl a su vez le dio un seguro por escrito para no informar negativamente sobre su negocio. La cobertura positiva en Landesboten llevó a una gran cantidad de clientes a viajar a Múnich para invertir con el Dachauer Bank.

### Quiebra y cargos criminales
Spitzeder resistió la presión ejercida contra ella por las autoridades y el Münchner Neueste Nachrichten por un tiempo, principalmente porque las leyes bancarias y las regulaciones financieras eran inexistentes, y porque unos años antes, Baviera había introducido legislación que permitió que casi cualquier negocio operara casi sin supervisión. En febrero de 1872, un intento por parte de Münchner Neueste Nachrichten de desacreditarla hizo que muchos clientes pidieran de vuelta sus inversiones, pero también trajo consigo un aumento de nuevos clientes. En marzo de 1872, el director de la policía de Munich tuvo que admitir que el ataque, que la policía esperaba que pusiera fin al negocio de Spitzeder, había fracasado. El Münchner Neueste Nachrichten comenzó un nuevo ataque contra Spitzeder en el otoño de 1872, repitiendo las advertencias de las autoridades, explicando las posibles formas en que el gobierno podría intervenir y profetizando la caída inmediata del banco.
En noviembre de 1872, los retiros claramente excedieron a las inversiones, lo que obligó a Spitzeder a limitar los retiros a una hora entre las seis y las siete de la mañana, sin retiros los miércoles y sábados. La policía persuadió a 40 de sus clientes a presentar sus reclamos ante el tribunal de distrito, que luego ordenó una revisión de los registros del banco. El 12 de noviembre de 1872, una comisión de investigación de cinco personas llegó al banco para realizar una revisión ordenada por el tribunal. Además, 60 clientes, organizados por bancos privados rivales, visitaron su residencia y exigieron la devolución de todo su dinero, que era más de lo que Spitzeder tenía disponible, lo que llevó al colapso del banco.
Ehinger trató de huir con 50 000 gulden que, según ella, era un regalo de Spitzeder, pero ambas mujeres fueron arrestadas y el dinero incautado. La casa de Spitzeder fue cerrada por la policía, y soldados y policías fueron colocados en las instalaciones para salvaguardar los elementos de valor restantes y evitar actos de agresión por parte de la población. Durante la existencia de su banco, 32 000 clientes fueron estafados de 38 millones de gulden, aproximadamente 400 millones de euros en dinero de 2017. Después de la revisión, solo se recuperaron los activos correspondientes al 15 por ciento de las inversiones. Siguió una ola de suicidios de personas que perdieron todo.
Spitzeder fue acusada de no guardar registros, malversación de fondos de clientes y pérdida excesiva de dinero; fue sentenciada en julio de 1873 a tres años y diez meses de prisión por quiebra fraudulenta. No fue condenada por fraude en sí porque su plan de negocios no cumplía con la definición de fraude de la ley. Durante y después del juicio, se negó a reconocer cualquier irregularidad y sostuvo que su negocio era completamente legal. La falta de requisitos legales para la contabilidad y el hecho de que ella nunca había anunciado ningún valor fueron aceptados como circunstancias atenuantes. Ehinger fue sentenciada a seis meses de prisión por ayudar a Spitzeder. Por razones de salud, a Spitzeder se le permitió permanecer en la prisión de la calle Baader, Munich, donde escribió sus memorias.

## Vida posterior y muerte

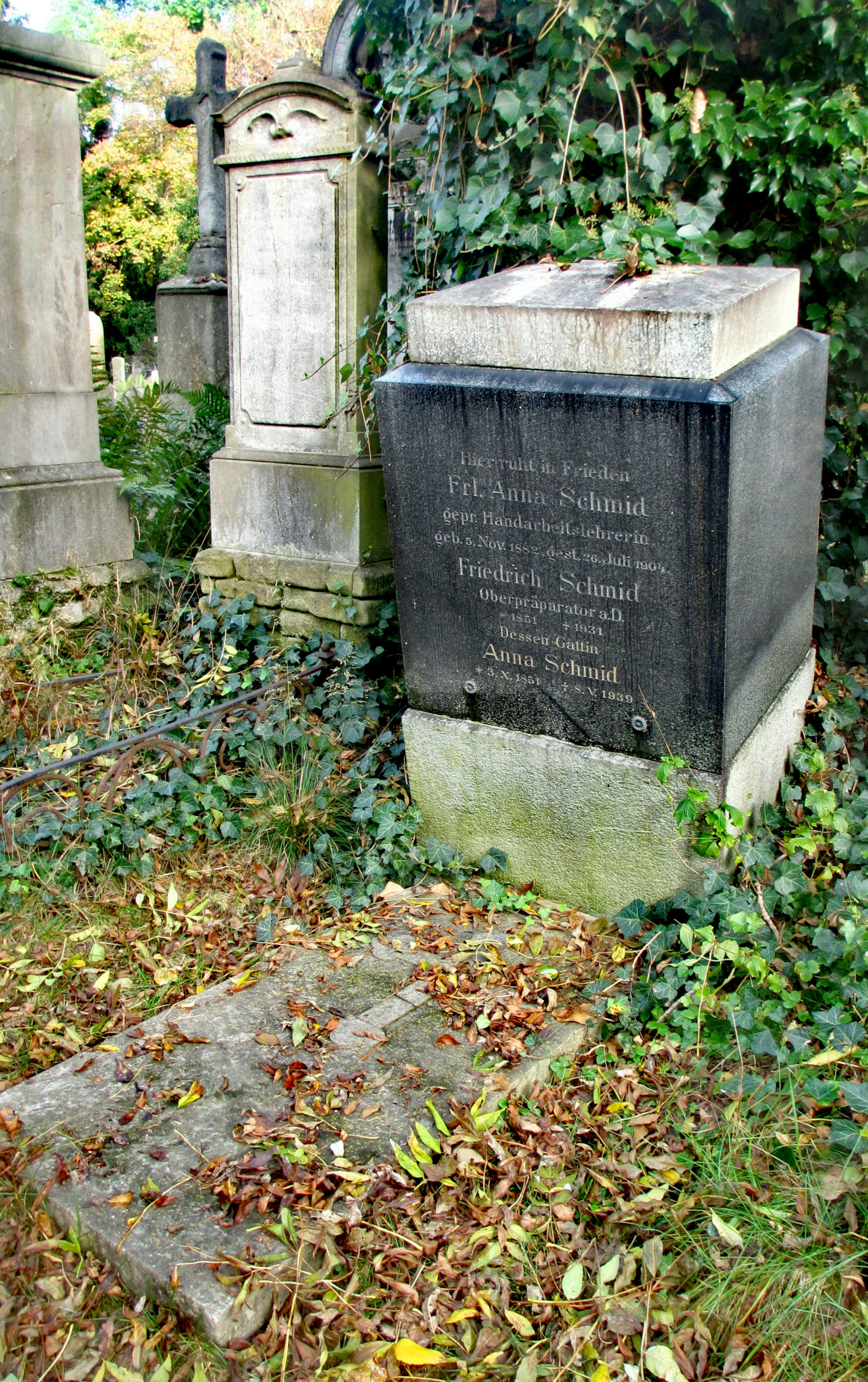
Tumba de Adele Spitzeder en el en.

Spitzeder fue liberada de la prisión el 9 de septiembre de 1876 en mal estado de salud, siendo hemipléjica e incapaz de subir escaleras sola. Durante y después de su estadía en prisión, aquellos que se habían beneficiado de ella la abandonaron y los periódicos que anteriormente la defendían ganaban dinero publicando exposiciones sobre ella. Sin embargo, algunos antiguos clientes, a pesar de sus pérdidas, la ayudaron; ella encontró un lugar para quedarse con la viuda de un juez y le dieron dinero. Su médico le recetó una estancia en el sanatorio de Bad Wildbad, donde fue a expensas de sus benefactores. Poco después de llegar, fue rodeada de fanáticos y recibió publicidad en los periódicos locales. Vivió en Bad Wildbad durante diez meses, donde comenzó a escribir música para el pianino. Conoció al director de un teatro en Altona que le ofreció un papel de invitada pero fue recibida negativamente. El periódico local Altonaer Generalanzeiger encargó la producción de pequeños silbatos que vendieron como «silbatos Spitzeder» para que la gente los use en su próxima actuación. Sin embargo, Spitzeder se negó a actuar en el escenario en Altona nuevamente y abandonó la ciudad hacia Berlín, donde la gente esperaba con anticipación para ver a la famosa estafadora. Sin embargo, antes de que pudiera actuar, la policía de Berlín impidió su actuación y la obligó a abandonar la ciudad el mismo día, por lo que regresó a Munich. Ya no pudo encontrar trabajo en Alemania, se fue a Viena, pero las autoridades allí prohibieron cualquier contacto entre ella y el director del teatro.
Incapaz de actuar bajo su propio nombre, comenzó a componer música y actuar como Adele Vio. En 1878, publicó sus memorias tituladas Geschichte meines Lebens («Historia de mi vida»). En elas, había formulado planes para después de su liberación de la prisión, como abrir una cervecería en Au, un gran restaurante en el oeste de Múnich y una pista de carreras de caballos cerca del Palacio de Nymphenburg, ninguno de los cuales llegó a buen término.
Después de publicar sus memorias, nuevamente comenzó a entregar pagarés que ahora contenían advertencias explícitas de que no estaba brindando ninguna garantía y que el acreedor tenía que estar dispuesto a renunciar a cualquier derecho de reembolso si no podía pagarlos. Fue arrestada el 13 de febrero de 1880 junto con su nueva compañera sentimental, Marie Riedmayer, quien la había cuidado después de su liberación de la prisión. Sin embargo, los fiscales locales determinaron que las personas que todavía estaban dispuestas a darle dinero después de todo lo que había sucedido no necesitaban protección y Spitzeder fue liberada.
El constante escrutinio de la policía fue demasiado para ella y por eso continuó actuando como Adele Vio, viviendo de amigos y benefactores. También recibió los 50 gulden mensuales que su madre le había proporcionado. Estafas menores condujeron a más juicios y períodos de encarcelamiento.
Spitzeder murió de un paro cardíaco en Múnich el 27 o 28 de octubre de 1895 a los 63 años y fue enterrada en el lote de su familia en el cementerio Alter Südfriedhof de Múnich junto con sus padres. Su familia cambió su nombre póstumamente a Adele Schmid.

## Vida personal

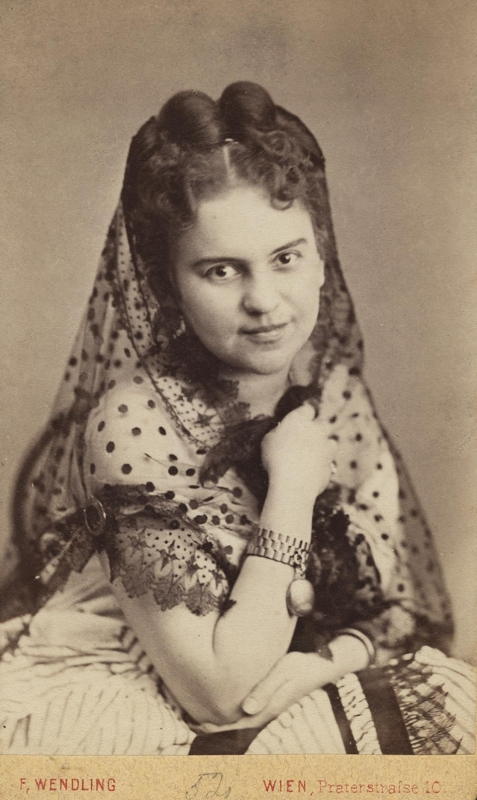
Josefine Gallmeyer, primera compañera de Spitzeder.

Spitzeder nunca se casó, y rechazó numerosas propuestas de matrimonio, incluidas las de hombres de la aristocracia. A pesar de su comportamiento cristiano demostrativo en un momento en que la doctrina católica oficial declaraba a la homosexualidad un pecado, ella tendía a tener un séquito compuesto principalmente por mujeres jóvenes y atractivas. Ella estaba en relaciones con múltiples mujeres. La primera relación documentada de Spitzeder fue durante su tiempo en Brno con la también actriz Josefine Gallmeyer. Sin embargo, como Gallmeyer era errática y se aburría rápidamente de ella, la relación pronto terminó y Spitzeder dejó Brno para ir a Múnich. En algún momento durante su carrera como actriz conoció a Emilie Stier (nombre artístico Branizka) con quien regresó a Múnich en 1868. Durante su juicio, el presidente de la corte enfatizó la relación íntima entre ambas mujeres, que compartían una cama «seno con seno».
La relación continuó durante la carrera bancaria de Spitzeder, que Stier estaba apoyando activamente, y Münchner Neueste Nachrichten pronto informó sobre «dos embaucadoras que se llevan el dinero de las personas». Sin embargo, la relación romántica terminó abruptamente cuando, después de una pelea, Stier abandonó las instalaciones locamente; la razón de su pelea es desconocida hasta el día de hoy. El final de la relación deprimió a Spitzeder, que se encerró en sus habitaciones y solo se recuperó porque sus clientes, que deseaban poder invertir nuevamente en su banco, la cuidaron hasta que se recuperó.
Al necesitar una nueva compañera, Spitzeder colocó un anuncio en los periódicos locales para una «Gesellschafterin» («compañera de la dama»), una palabra clave que se sabía en la época que se refería a mujeres que buscaban una pareja romántica del mismo sexo. De un gran número de solicitantes, eligió a una mujer francesa que aparentemente no entendía la palabra clave y, por lo tanto, abandonó su casa después de unas pocas semanas. Poco después, Rosa Ehinger se mudó a la casa de al lado con su madre. Originaria de Augsburgo, Ehinger soñaba con convertirse en actriz, por lo que Spitzeder, 19 años mayor que ella, llevó a la joven, que pronto comenzó a trabajar en su banco, y la colmó de lujosos regalos. Sin embargo, después del arresto de Spitzeder, Ehinger la repudió y negó tener una relación romántica con ella. Ehinger incluso trató de argumentar que el pago de 50 000 gulden que recibió fue una indemnización de perjuicios por el daño a la reputación que sufrió debido a los rumores sobre su homosexualidad, pero se le ordenó pagar la suma en su totalidad.
Luego de su liberación de la prisión, fue atendida por Marie Riedmayer, quien nuevamente fue descrita como su Gesellschafterin y que la acompañó a Bad Wildbad.

## En la cultura popular
Gabriel Gailler llevó la historia de Adele Spitzeder al escenario como una obra de teatro para marionetas en la década de 1870. En 1972, Martin Sperr escribió una película para televisión dirigida por Peer Raben y protagonizada por Ruth Drexel como Spitzeder. La obra de teatro Die Spitzeder de Sperr se realizó por primera vez el 11 de septiembre de 1977. En 1992, el Bayerischer Rundfunk transmitió el documental Adele Spitzeder oder das Märchen von den Zinsen («Adele Spitzeder o el cuento de hadas sobre el interés») de Hannes Spring. Xaver Schwarzenberger adaptó la historia nuevamente como una película de televisión titulado Die Verführerin Adele Spitzeder («La seductora Adele Spitzeder»). Fue producida por Bayerischer Rundfunk y ORF, protagonizada por Birgit Minichmayr como Adele Spitzeder y se emitió por primera vez el 11 de enero de 2012.

## Literatura

### Libros de Spitzeder
- Adele Spitzeder: Geschichte meines Lebens. Stuttgarter Verlagscomptoir, Stuttgart 1878 (original disponible como libro electrónico); reimpreso en 1996 por Buchendorfer Verlag, München, ISBN 978-3-927984-54-7

### Literatura sobre Spitzeder

#### Documental histórico
- Julian Nebel: Adele Spitzeder: Der größte Bankenbetrug aller Zeiten, FinanzBuch Verlag, München 2017, ISBN 978-3-959720-48-9.
- Dirk Schumann: Der Fall Adele Spitzeder 1872. Eine Studie zur Mentalität der "kleinen Leute" in der Gründerzeit. En: Zeitschrift für Bayerische Landesgeschichte 58. Jg. 1995, pp. 991–1026

#### Obras de teatro y novelas
- Adele Spitzeder: Marionettenspiel um einen Münchner Finanzskandal im Jahre 1873 ; wortgetreue Wiedergabe einer alten Handschrift (en alemán). Puppentheatermuseum. 1981. OCLC 75843921.
- Spöcker, Christine (1973). Das Geldmensch. Ein tragikomisches Stück über den kapitalistischen Exzess der Adele Spitzeder, Bankfrau zu München, die 1872 durch Bankrott ihrer Dachauer Bank 30860 Gläubiger ins Unglück trieb. (en alemán). Fischer, Frankfurt am Main. ISBN 978-3-10-074201-8..
- Albrecht-Weinberger, Karl (1956). Adele Spitzeder; Roman einer seltsamen Frau. (en alemán). Maindruck. OCLC 36066656.
- Rehn, Heidi (2009). Tod im Englischen Garten: historischer Kriminalroman (en alemán). Colonia: Emons Verlag. ISBN 9783897055070. OCLC 682116597.